# Kyokushinkai
 (janvier 2025).
Le kyokushin (極真) ou kyokushinkai (極真会) est un style de karaté, fondé par maître Masutatsu Ōyama (大山倍達), de son véritable nom Choi Yeoung-eui.

## Historique
Le premier dojo Kyokushinkai est créé dans un quartier de Tokyo en 1953. C'est Shihan Bobby Lowe qui exporte pour la première fois le Kyokushinkai en dehors du Japon, avec l'ouverture d'un dojo à Hawaii. 1964 voit l'ouverture du premier Honbu dojo, et c'est en fait seulement à cette date que Maître Oyama donne à son style le nom de Kyokushinkai. Kyokushinkai signifie en japonais « école de l'ultime vérité ». Développé par Masutatsu Oyama, à partir des techniques du karaté japonais, le Kyokushin est un karaté de full-contact, qui met l'accent sur l'efficacité en combat réel. La légende veut qu'Oyama ait, à l'occasion de démonstrations, combattu et mis à mort des taureaux, sans arme ni protection, mais cela semble être une déformation des faits réels (voir la section consacrée au témoignage de Jon Bluming dans l'article sur Masutatsu Oyama).
Dans cette école, les étudiants aussi bien que l'enseignant prennent part aux combats. À la différence des autres styles de karaté, le kyokushin, en règle générale, n'autorise pas le port d'une protection lors des combats. Les coups sont portés avec une force maximale. Il n'est pas permis de frapper avec les poings dans la tête de l'adversaire, en revanche les coups de pied et de genou sont permis sans retenue.
Les combats (kumite) seniors se déroulent aux KO sans protections. Des épreuves spécifiques de « casse » départagent les match-nuls. Pour les enfants, les juniors et les femmes, des protections adéquates sont parfois obligatoires selon les compétitions.
Partout sur la planète, des compétitions régionales, nationales et internationales sont organisées tout au long de l'année dans les deux disciplines que sont les compétitions kumite et kata.
Le symbole du kyokushinkai est le kankū, dont les origines proviennent du kata kanku. Kankū se traduit littéralement par « contempler le ciel ». Ce kata commence en levant les mains ouvertes avec les pouces et les index qui se touchent. L'attention est alors dirigée vers le centre des mains, afin d'unifier l'esprit et le corps. Les pointes du kanku représentent les doigts et signifient la finalité. La partie épaisse représente l'espace entre les mains et signifie l'infini, la profondeur. Les cercles intérieurs et extérieurs signifient la continuité et le mouvement circulaire.
Au Japon, puis à travers le monde, Masutatsu Oyama a su faire connaître le kyokushin avec la parution du livre Vital Karate, puis d'une véritable encyclopédie de trois ouvrages : What is Karate, This is Karate et Advanced Karate, où les différents aspects du travail du kyokushin sont analysés et détaillés.
Pour les plus endurcis de ses karatékas, Oyama a établi une épreuve que chacun peut présenter quand il le désire : hyaku nin kumite (en) ou l'épreuve des cent combats.
La calligraphie japonaise du mot kyokushinkai est reproduite sur le dogi des membres de ce style de karaté dans le monde entier. Ces caractères ont été originellement peints par Haramotoki Sensei, grand maître de calligraphie et ami de Sosai Oyama.
Le kyokushin a donné naissance à plus de vingt styles de combats. On peut citer le mejiro kick boxing (après le défi des maîtres du muay thai et le départ d'un des élèves d'Oyama), et le kudo daido juku (créé par un autre élève d'Oyama).

## Techniques

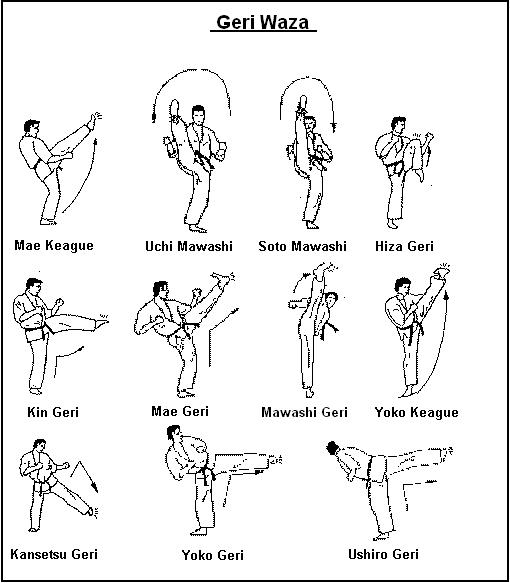
Geri Waza : différents types de coup de pied.

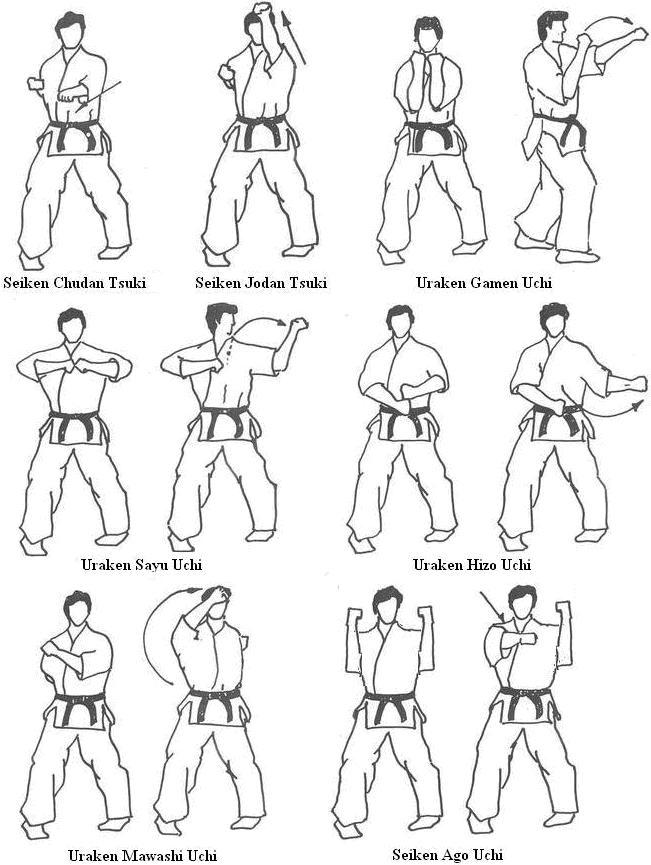
Kihon Geiko : différents types de coup de poing.

Le système de combat du Kyokushin est basé sur les styles plus traditionnels de karaté, notamment le Shōtōkan et le Gōjū-ryū. Il se démarque par une recherche d'efficacité au combat alliant des coups directs et lourds. La devise 'Ichigeki' du Kyokushin signifie « Un coup, une victoire ».
Les combats se mènent souvent à distance très serrée, les coups principaux sont portés à répétition en direction des jambes de l'adversaire et visent à détruire sa capacité de tenir le combat. En compétition, les techniques de poing et de main sont interdites au niveau du visage. 
L'absence de gants ou de protection et la sévérité des combats fait des pratiquants de ce style des karatékas endurcis, capables d'assumer une grande charge physique et spirituelle dans tous les sens du terme.
Certaines techniques du Kyokushin ne sont guère utilisées dans d'autres arts martiaux japonais, même si elles existent dans les katas de la plupart des styles de karaté : hiza geri (coup de genou), mae oroshi kagato geri (coup de hache), gedan mawashi geri (coup de pied rotatif bas), shutô mawashi uke (dont la forme est différente en Shotokan). Certains pratiquants de Kyokushin, comme Andy Hug, Francisco Filho ou Glaube Feitosa sont apparus dans des combats de K-1. Il y a des coups autorisés en Kyokushinkai qui ne sont pas autorisés en Shotokan ou en Wado ryu comme Hiza geri (coup de genou) ou Do Kaiten Mawashi tobi geri (coup de pied retourné sauté sur un axe de frappe vertical).

## Ceintures
Le karaté Kyokushin possède son propre système de ceintures de couleur, comparable mais non exactement similaire aux autres écoles de karaté. Dans le schéma adopté au Japon, elles se présentent dans l'ordre suivant : blanche, orange, bleue, jaune, verte, marron et noire.
| Hiérarchie des ceintures en Kyokushin Karate |
| Blanche                                      |
| Orange 10e & 9e Kyu                          |
| Bleue 8e & 7e Kyu                            |
| Jaune 6e & 5e Kyu                            |
| Verte 4e & 3e Kyu                            |
| Marron 2e & 1er Kyu                          |
| Noire Tous dan                               |

- 1er dan – Noire avec une barrette dorée et les nom et prénom de la personne qui réussit son grade envoyé par le Honbu Dojo (quartier général) ;
- chaque dan suivant rajoute des barrettes dorées en travers de la ceinture.

Une fois que l'étudiant a atteint le 1er kyū, qui correspond au plus haut classement des débutants, il peut présenter le 1er dan. Pour atteindre la ceinture noire 1er dan, ou shodan, il doit maîtriser le kihon (bases techniques en statique), les ido geiko (techniques en déplacement), le stamina (résistance aux épreuves physiques), les sanbon et ippon kumite (formes de combats pré arrangés), les kata et leurs bunkai (compréhension des mouvements), le tameshiwari (casse de briques et de bois) et le kumite final (série de combats à frappes réelles).
Les examens dans le Kyokushin sont très difficiles et, à partir de 8e kyū, chaque examen de grade comporte des combats qui augmentent en nombre progressivement.
Le prétendant au grade doit affronter durant ces combats des adversaires supérieurs en grade (ou de niveau égal en cas de manque) et tenir le combat de façon convaincante. Les combats en passage de ceinture sont menés à frappes réelles avec recherche de mise hors combat, comme en compétition, le mental étant aussi important que les qualités techniques et physiques.
Le Kyokushin permet l'obtention d'un 1er dan après environ 4 à 8 ans de pratique selon les qualités intrinsèques du pratiquant en cours et en stages internationaux, son assiduité et le niveau de l'enseignement reçu.
- Masutatsu Oyama: fondateur du Kyokushin karate
- Shokei Matsui : président du Kyokushinkaikan (IKO1) Shokei Matsui
- Hatsuo Royama : président de la Kyokushin-kan International Karate Organization (KIKO)
- Kenji Midori : président de la World Karate Organisation (IKO2)
- Yoshikazu Matsushima : Président d'IKO Matsuhima ( IKO3)
- Steve Arneil : président de l'International Fédération of Karate kyokushinkai (IFK)
- Loek Hollander : président de la Kyokushin World Federation (KWF)
- Bertrand Kron 7e dan FFK, 6e dan KWF, 8e dan FKOK[4], Sandan Shidohin en Taikiken, Conseiller technique international de la Federation Kyokushin Of Kyokushin of Karate[5] (FKOK). Sa formation médicale lui a permis de devenir un spécialiste de la biomécanique des Arts martiaux et des Bunkai (analyse et application des techniques et des combinaisons en Kata). Bertrand Kron Shihan fut le premier professeur et durant de nombreuses années de Shaïnez el Haïmour, multiple championne d'Europe et de très nombreux champions Kyokushin nationaux ou internationaux. Il est l'auteur d'une vingtaine d'ouvrages concernant le Kyokushin dont une encyclopédie technique Kata et Kihon écrite en 12 volumes et vidéo en 5 DVD [6].
- Ryu Narushima (成嶋 竜)
- Ahmed Tahiri : Director de l’International Kyokushinkai Organisation.  (Disciple dès 1971, Branch Chief Maroc dès 1977 et Chairman Afrique du Nord dès 1991 de Sosai Mas Oyama fondateur du Kyokushinkaikan)   l’International Kyokushinkai Organisation IKO Zenkyokushin a été cofondé par Kancho Hanshi Ahmed Tahiri et Kaicho Shihan Mohammed Larbi Begdouri Amri Président du Yadslim Kyokushin Group dès 2018.   Le siège Honbu de l’Organisation se situe à Bruxelles en Europe.
- Hiroyuki Sanada : acteur de cinéma
- Senseï Georges St-Pierre[7] : 3e dan Kyokushin, Champion du monde mi-moyens (Welterweight) de l'Ultimate Fighting Championship (UFC).
- Dolph Lundgren : acteur de cinéma, ceinture noire 4e dan
- Francisco Filho : vainqueur du Hyaku nin kumite 1995 (100 combats), Champion du Monde 1999.
- Francesco Bellissimo : celebrity chef, tarento, acteur, ceinture noire 3e dan
- Kenji Yamaki : vainqueur du Hyaku nin kumite 1995 (100 combats)
- Hajime Kazumi : vainqueur du Hyaku nin kumite 1999 (100 combats)^
- Andy Hug : champion du K-1 World Grand Prix 1996
- David Pickthall : 1er au British Championship de 1982-1983-1985-1986-1987-1988-1990-1991-1992-1994, World Oyama Cup et All Japan en 1993
- Sonny Chiba : 5e dan, il s'est entraîné avec Mas Oyama et a incarné son rôle dans une série de 3 films
- Semmy Schilt : champion du K-1 World Grand Prix 2005, 2006, 2007, 2009
- Michael Jai White[8] : acteur de cinéma, ceinture noire 3e dan
- Michel Dos Santos : vice-champion du monde et d'Europe
- André Gilbert : représentant officiel du karaté Kyokushinkai IKO1 au Canada, exclu en 2017.
- Shihan Raynald Lamarre: participe, le 8 août 1980, à l'ouverture d'une première école, dans le secteur Anjou, avec l'aide de Sylvie Comeau et Valdaire Lamarre. Il possède 5 fois le titre de « champion catégorie poids léger » au championnat élite de l'Est du Canada (1988, 1989, 1990, 1992)
- Shihan Thierry Noens : représentant France IFK jusqu'en 2009 (auquel lui succède sempai Alexandre Billochon en tant que Country representative IFK pour la France), un des pionniers du renouveau du Kyokushinkai Français.
- Alain Setrouk, 8e Dan FFKDA, pionnier du Kyokushin-Kai en France
- Jacques Legrée : 7e dan IKO1, Branch Chief France, ancien élève de Maître Oyama.
- Fabrice Fourment-Makoff : 6e dan IBK, sept fois champion de France. Ex entraineur de l'équipe nationale (IKO1) et fondateur des FightingKlass.
- Jean Chateau : cinq fois champion de France Kyokushinkai — Dojo : Cercle-Kibukan à Paris — 4e dan FKOK et premier professeur du vice-champion du monde Kyokushin Djema Belkhodja
- Alexandre Rodrigues : 1er champion d'Europe Français et champion d'Europe Open
- Shihan Alain Breugelmans : 8e dan Kyokushin, aujourd'hui décédé
- Djema Belkhodja  vice-champion du monde toutes catégories IKO1, douze fois d'affilée champion de France Kyokushinkai et premier français champion d'Europe IKO1 par catégories poids de l'histoire il a été aussi invité pour être instructeur au Honbu Dojo et au Daikanyama Dojo à Tokyo pendant plusieurs mois, professeur au Spirit Dojo Paris.
- Lucian Gogonel : 4e dan, champion du monde léger et multiple champion d'Europe dans plusieurs catégories. Dojo Seikai Kan
- Antonio Tusseau : champion d'Europe et Champion du All American Open
- Guillaume Grundler : double champion d'Europe en poids léger
- Shainez El Haimour : plus jeune championne d'Europe et de France de l'histoire du Kyokushin Féminin et première français à monter sur un podium mondial.
- Maximiliano Ferraiolo : représentant national canadien à plusieurs reprises aux championnats du monde Kyokushinkai et Kudo daido juku. Gradé 6e dan IBK (Bluming Kaicho).
- Jonathan C. Hémond : 3e dan Kyokushinkai — champion en kata à plusieurs reprises Championnats Canada/É-U — Affilié avec IFK Canada et représenté par Sensei Steve Fogarasi, 4e dan, représentant officiel de IFK Canada.
- Degroote Daniel : du dojo tamashii Sequedin, 1er français en lourd à être sur la marche du podium aux championnats d'Europe KWU (Kyokushin world union) fédération associés au shinkyokushin, à Samakov en Bulgarie
- Charley Quinol : 3e dan Kyokushin, médaillé de Bronze aux Championnats du Monde Kyokushin KWF vétérans, 2 fois médaillé de bronze en Championnats d'Europe Super Heavy weight vétérans, trois fois Champions d'Europe vétérans, quintuple Champion de France vétérans. Dojo Raion Fighters Kyokushin (RFK).

## Dojo-kun
Le dojo-kun (道場訓, dōjō-kun) est le mantra de l'école. Sosai Oyama écrivit ces paroles, souvent récitées dans les dojo qui enseignent le kyokushin.
| Japonais | Translittération | Traduction |
| --- | --- | --- |
| - 一、吾々は心身を錬磨し 確固不抜の心技を極めること - 一、吾々は武の神髄を極め 機に発し感に敏なること - 一、吾々は質実剛健を以て 克己の精神を涵養すること - 一、吾々は礼節を重んじ長上を敬し 粗暴の振舞いを慎むこと - 一、吾々は神仏を尊び 謙譲の美徳を忘れざること - 一、吾々は智性と体力とを向上させ 事に臨んで過たざること - 一、吾々は生涯の修行を空手の道に通じ 極真の道を全うすること | - Hitotsu, ware ware wa, shinshin o renmashi, kakko fubatsu no shingi o kiwameru koto. - Hitotsu, ware ware wa, bu no shinzui o kiwame, ki ni hasshi, kan ni bin naru koto. - Hitotsu, ware ware wa, shitsujitsugōken o motte jikko no seishin o kanyō suru koto. - Hitotsu, ware ware wa, reisetsu o omonji, chōjō o keishi sobō no furumai o tsutsushimu koto. - Hitotsu, ware ware wa, shinbutsu o tōtobi, kenjō no bitoku o wasurezaru koto. - Hitotsu, ware ware wa, chisei to tairyoku to o kōjō sase koto ni nozonde ayamatazaru koto. - Hitotsu, ware ware wa, shōgai no shūgyō o karate no michi ni tsūji, Kyokushin no michi o mattou suru koto. | - Nous entraînerons notre cœur et notre corps pour un esprit ferme et sûr. - Nous poursuivrons le sens véritable de la voie martiale, afin que nos sens soient prêts à temps. - Avec force et vigueur, nous cultiverons l'esprit du déni de soi. - Nous suivrons les règles de la courtoisie, nous respecterons nos supérieurs et éviterons la violence. - Nous suivrons nos principes et nos traditions, et n'oublierons jamais la vertu de l'humilité. - Nous ne cherchons sagesse et force sans aspirer à d'autres désirs. - Étudiant toute notre vie sur la Voie du karaté, nous chercherons à réaliser la Voie du kyokushin. |

## LeKyokushinaujourd'hui
Après la mort de Masutatsu Oyama en 1994, l'IKO (International Karate Organization, Organisation internationale de karaté) a éclaté en plusieurs groupes :
- l'IKO 1, l'organisation originelle dirigée par Kancho Shokei Matsui[9] ;
- le Shin-Kyokushin de Kenji Midori (World Karate Organization, ou IKO2) ;
- la F.K.O.K.[10], fédération dirigée techniquement par Shihan Bertrand Kron et présidée par Emmanuel Robert.
- le Kyokushinkan de Kancho Hatsuo Royama (K.I.K.O, Kyokushin-kan International Karate Organization)[11] ;
- la K.W.F (Kyokushin World Federation), Organisation dirigée par Antonio Pinero [12].
- IKO Zenkyokushin dirigée par Kancho Ahmed Tahiri et par son president Kaicho Begdouri Amri (International Kyokushinkai Organisation, ou IKO Zenkyokushin) ;I.K.A KyokushinRyu (International Karate Alliance KyokushinRyu), Organisation dirigée par Peter Chong
- le groupe de Matsushima (IKO3) ;
- celui de Tezuka (IKO4)[13] ;
- l'I.B.K de Jon Bluming, décédé en 2018.
- Kyokushin Union- Rengokai, président Shihan Yoshikazu Koi[7]
- Independent Kyokushin Union (IKU)[14] de Kancho Darren Murphy (6e dan);
- IKO Kyokushinkaikan « Nakamura », fondé en 2017 par Sosui Makoto Nakamura. Président Daihyo Masanaga Nakamura.

Ajoutons que Steve Arneil avait quitté l'IKO dès 1991 pour fonder l'IFK (International Federation of Karate, Fédération internationale de karaté). Il y a ainsi aujourd'hui une soixantaine d'organisations internationales qui revendiquent l'héritage de Maître Oyama (liste partielle consultable sur le site Kyokushin4life), sans compter les organisations des styles dérivés du kyokushin comme le Seido Juku, le Seidokaikan, le Shidokan, l'Ashihara ou le Kudo... En France, sont principalement représentées IKO1 (80 % des dojos français) et la Fédération Mondiale KWF, avec aussi la présence du Shin-Kyokushin, IFK, Kyokushinkan, IBK, Tezuka et Matsushima.
De nombreux groupes pratiquant le Kyokushin à travers le monde ont décidé de s'intéresser à la pensée et à la philosophie du Kyokushin et d'en tirer des leçons sur l'amélioration de soi et sur la discipline. La façon dont le Kyokushin est enseigné met en avant le fait que l'essentiel n'est pas dans la capacité à mettre son opposant à terre. Plutôt, l'étudiant doit, par la pratique, comprendre le sens véritable du Kyokushin, qui n'est pas dans la violence mais dans la maîtrise de soi. Un des points de la philosophie du Kyokushin est qu'on ne doit pas faire ce qu'on ne peut défaire, et qu'il ne faut jamais user de plus de violence que nécessaire.
Le style Kyokushin rassemble plus de douze millions de karatékas dans le monde. Ce style a un grand impact médiatique, mêlant films, reportages télévisuels, bandes-dessinées, dessins animés et de très nombreux ouvrages techniques ou romancés sur Maître Oyama lui-même.

## Principales compétitions internationales
Les deux compétitions les plus prestigieuses sont les plus anciennes. Elles sont « open », c'est-à-dire sans catégorie de poids, ce qui ajoute à leur valeur : le All Japan Tournament (ou Championship), appelé par abréviation All Japan et qui a lieu tous les ans, sauf exception, depuis 1969 ; et surtout le Kyokushin World Open Tournament, qui confronte tous les quatre ans, depuis 1975, les meilleurs combattants au monde.
À ces deux compétitions, on ajoutera les compétitions suivantes : les European Weight Category Championships (depuis 1978); la Coupe de l'America, qui est une compétition « open » (depuis 1996); les World Weight Category Kyokushin Karate Championships (depuis 1997); les European Open Category Championships (depuis 2000), la Diamond Cup.

## Le Kyokushinkai dans les œuvres de fiction
- Jin Kazama, de la série de jeu Tekken (à partir de Tekken 3 ) pratique un style de karaté similaire mais celui-ci est présenté comme « karaté traditionnel » (voir résumé prologue tekken 4);
- Certains personnages de la série Art of Fighting tel que Ryo Sakazaki, Robert Garcia, Yuri Sakazaki, Takuma Sakazaki, Sho Hayate et Marco Rodrigues utilisent également un art inspiré  du Kyokushinkai: le Karaté Kyokugen. De même que Hitomi de la série Dead or Alive pratique ce style de Karaté.
- Dans le film Fighter in the wind, inspiré de l'histoire de Choi Bae-dal. Ce film raconte l'histoire d'un Coréen émigré au Japon qui est devenu un des karatékas les plus respectés du monde en créant une nouvelle forme d'arts martiaux, le karaté Kyokushin.
- La trilogie Champion Of Death, Karate Bearfighter (en) et Karate for Life (en) est inspiré de la vie de Masutatsu Oyama.
- Le manga Coq de combat présente une école fictive de karaté, le Banryûkai, qui est très clairement inspiré du Kyokushinkai, dans l'esprit comme dans les techniques (le manga cite même une technique de respiration propre à cette école, le nogare).